# Tervamaa
Tervamaa är en ö i Finland. Den ligger i utloppet ur Lokan tekojärvi och i kommunen Sodankylä i den ekonomiska regionen Norra Lappland och landskapet Lappland, i den norra delen av landet, 900 km norr om huvudstaden Helsingfors. Öns area är 15,9 hektar och dess största längd är 0,6 kilometer i sydöst-nordvästlig riktning.